# Joe McElderry
Joseph "Joe" McElderry (* 16. června 1991) je anglický popový a operní zpěvák a písničkář. Je známý díky vítězství v šesté řadě britské pěvecké televizní soutěže The X-Factor v roce 2009. S debutovým singlem "The Climb" se dostal na první místo hitparády v Anglii, Irsku a Skotsku, a v roce 2011 zvítězil druhé řadě televizního klání celebrit "Popstar To Operastar".
 V roce 2012 vydal coby první ze všech vítězů britského X-Factoru své čtvrté album. Tři z jeho alb se dostala do nejlepší trojky britské hitparády desek. K roku 2014 prodal přes 2 miliony desek.

## Počátky
Joseph McElderry se narodil v přístavním městě South Shields v oblasti Tyne And Wear v Anglii coby jediné dítě Jima a Eileen McElderryů. Jeho rodiče se rozvedli, když byl ještě dítě, a jeho maminka opět přijala své dívčí jméno Joyce.
Během dospívání navštěvoval Harton Technology College v Lisle Road, South Tyneside College a později umění (BTEC National Diploma) na Newcastle College. V roce 2008 byl vyhlášen Mladým umělcem roku Pride of South Tyneside., a o dva roky později dokončil studium s trojnásobným vyznamenáním. Na Harton Technology College ztvárnil roli Dannyho Zuka v muzikálu Pomáda.

## Kariéra

### 2007–2010: The X Factor a turné
V roce 2007 se McElderry poprvé zúčastnil castingu soutěže The X Factor, kde postoupil až do tábora (bootcamp). Vzhledem ke svému nízkému věku se rozhodl soutěž opustit. O dva roky později opět vystoupil na castingu. S písní "Dance With My Father" od Luthera Vandrosse obdržel v Manchesteru chválu od všech porotců a postoupil do dalších kol soutěže.

V soutěžním týmu vedeném porotkyní Cheryl Cole se probojoval přes všechny živé přenosy až do finále, kde 13. prosince 2009 zvítězil nad druhým Ollym Mursem. Krátce poté byl vydán jeho debutový singl, coververze písně "The Climb" od Miley Cyrus. Jakožto vítěz soutěže obdržel nahrávací smlouvu s vydavatelstvím Syco Simona Cowella a s ostatními finalisty soutěže nahrál charitativní singl "You Are Not Alone" (cover hitu Michaela Jacksona). Peníze získané z prodeje singlu byly darovány londýnské nemocnici Great Ormond Street Hospital a píseň následně obsadila první místo v britské singlové hitparádě. Debutového singlu "The Climb" se údajně první den po vydání prodalo přes sto tisíc kopií.
 Na Facebooku se v prosinci rozjela kampaň protestující proti tradiční nadvládě nahrávek soutěžících The X Factoru v žebříčcích o Vánocích. Organizátoři protestu nabádali veřejnost nekupovat McElderryho singl a zakoupit nahrávku skupiny Rage Against The Machine, "Killing In The Name". Tato kapela se nakonec s 502 tisíci prodaných kopií ocitla na špičce vánoční hitparády, porážejíc "The Climb" zhruba o 50 tisíc prodaných nosičů. Poprvé od roku 2004 tak vítěz soutěže neobsadil první místo hitparády během Vánoc. Simon Cowell následně prohlásil, že byl machinacemi velmi zklamaný, přesto však pogratuloval organizátorům protestu."
McElderryho singl oproti tomu obsadil první místo ve vánoční hitparádě písní v Irsku, zůstal na této příčce po čtyři týdny, a 27. prosince dobyl kýženou nejvyšší příčku v UK Singles Chart.. Následně se stal patnáctým nejprodávanějším britským singlem roku 2009.

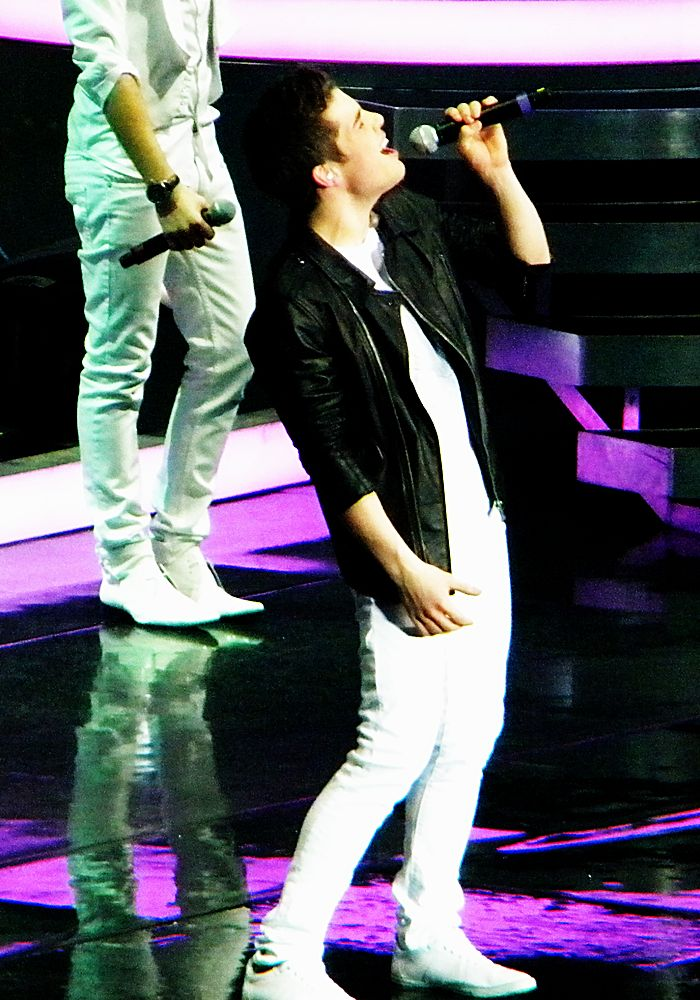
Joe McElderry vystupuje v londýnské O_{2} Aréně během turné finalistů The X Factor 2009.

 "The Climb" obdrželo nominaci na Nejlepší britský singl na BRIT Awards 2010, kde Joe vystoupil s písní "Don't Stop Believin'". 20. ledna 2009 vystoupil na National Television Awards v Londýně. Tentýž měsíc se zúčastnil nahrávání charitativního singlu "Everybody Hurts" na pomoc obětem zemětřesení na Haiti.
 19. září 2010 se McElderry poprvé zúčastnil maratonu Great North Run na podporu charitativní organizace Teenage Cancer Trust.
Od 15. února do 4. dubna se McElderry spolu s ostatními finalisty The X Factor zúčastnil "X Factor Live tour" po Spojeném království. 15. března bylo médiím oznámeno, že Joe uzavřel modelingovou smlouvu s Next Models.
Od konce roku 2009 do září 2010 Joe nahrával své debutové album Wide Awake, které bylo vydáno 25. října. Vydání alba doprovodilo premiérové vystoupení v londýnském klubu G-A-Y.

### 2010–11: Wide Awake a odchod od Syco
Prvním singlem debutového alba byla píseň "Ambitions" (původně od norské skupiny Donkeyboy). V září byl natočen videoklip v režii Nigela Dicka. Premiéru měl 19. září na BBC Radio One. Singl debutoval na šestém místě v britské hitparádě písní a na čtvrtém místě v Irsku.
Album Wide Awake se okamžitě po vydání vyšplhal na třetí místo britské hitparády alb, s prodejem více než 39 000 kopií během prvního týdne. 4. prosince 2011 byl potvrzen prodej 101 454 nosičů ve Spojeném království.

Druhý singl "Someone Wake Me Up" byl vydán 5. prosince 2010.
Nedlouho poté dostal Joe nabídku od společnosti 20th Century Fox - k písni "There's A Place For Us", soundtracku k filmu Letopisy Narnie: Plavba Jitřního poutníka, nahraje verzi pro britský prostor. Na písni se podílela Carrie Underwood a byla nominována na Zlatý glóbus za nejlepší píseň k filmu.
V dubnu 2011 média otiskla zprávu, že se zpěvák rozchází s nahrávací společností Syco. V květnu tuto skutečnost Joe poprvé veřejně okomentoval v televizním programu North East Tonight. V dalších interview v červenci uvedl, že svůj poměr se společností ukončil již v únoru 2011 po schůzce s jejími představiteli. Dle svých slov nebyl spokojen s časovým plánem vydavatele, který navíc udělal několik marketingových chyb. Potvrdil však, že mezi ním a vydavatelským týmem ani Simonem Cowellem není žádná zášť ani nevyřčené pocity. "Vyhazov od Syco pro mě nebyl konec světa - právě naopak. Ve skutečnosti jsem rád, že se tak stalo. Lidé ke mně chodili a mysleli si, že jsem deprimovaný, ale opravdu jsem nebyl. Myslel jsem si, 'Pojďme to překonat a vymyslet, co dál.'" sdělil.

V roce 2011 Joe také ukončil svůj poměr s Modest! Management, u níž zůstával od svého vítězství v X Factoru. Jeho novou manažerkou se následně stala Angie Jenkison.
9. května 2011 McElderry vystoupil s písní "Something's Coming" z muzikálu West Side Story během ceremoniálu v Buckinghamském paláci.

### 2011:Popstar to OperastaraClassic

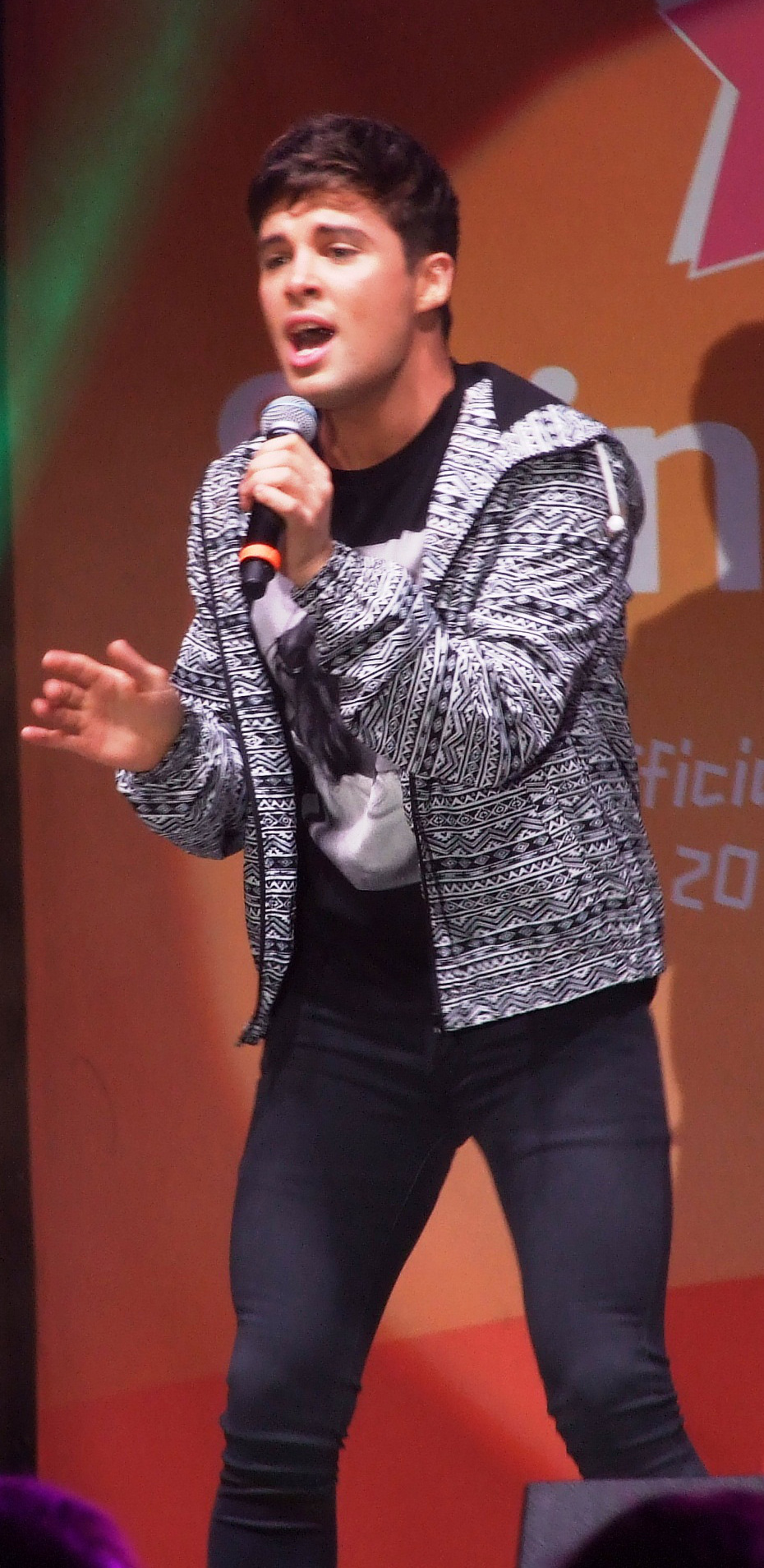
McElderry vystupuje na Paralympic Flame Festival v Edinburghu v srpnu 2012.

Počátkem roku 2011 Joe souhlasil s nabídkou zúčastnit se televizní soutěže "Popstar to Operastar" vysílatele ITV. V soutěži se popoví interpreti učili technice operního zpěvu a vystupovali se známými áriemi. 10. července 2011 Joe obsadil první místo - ve všech kolech včetně finálového obdržel více diváckých hlasů než všichni ostatní finalisté dohromady - vždy s více než 58% všech hlasů. Ve finále porazil druhou Cheryl Baker s 77.1% zisku.

Den po vítězství zpěvák potvrdil nahrávání druhého studiového alba. "Nebude to pop, budou to hlavně velké balady. Nahrává také několik italských písní. Nemohu prozradit, u jakého vydavatele jsem, ale je to výborná společnost."
Později bylo zveřejněno, že Joe nově nahrává u Decca Records. 24. července vystoupil před 20 000 diváky v Bents Parku na South Tyneside Summer Festival 2011.
22. srpna bylo vydáno album Classic s okamžitým debutem na druhém místě britské hitparády. Během prvních deseti dnů prodeje byla nahrávka oceněna platinovou deskou. Do 4. prosince 2011 se ve Velké Británii prodalo 211,317 nosičů.
12. listopadu 2011 McElderry potřetí vystoupil před královnou Alžbětou II., nyní v rámci Festival of Remembrance. Tentýž měsíc se vydal na svoji první sólovou tour.
Koncem listopadu bylo vydáno vánoční album Classic Christmas, které debutovalo na 15. místě britské hitparády. Během prvního týdne se prodalo přes 34 tisíc kopií.

### 2012:Here's What I Believea muzikál
Během Classic Tour Joe média seznámil s plánem na příští studiové album: "Rád bych obětoval nějaký čas psaní vlastních písní... Mám pocit, jakoby poslední dva roky utekly příliš rychle, tak bych se rád zastavil a napsal nějakou dobrou píseň. Možná o tom, co jsem si zažil." řekl.
V periodiku Sunday Sun řekl: "Toto album půjde novým směrem, nebude to klasika ani pop. Bude to nové a jednoduše mé. Lidé dostanou to, co očekávají, ale jen v dobrém - bude to příjemné překvapení.” Nahrávání alba započalo v únoru 2012.
Joe vystoupil v The Royal Albert Hall v rámci The Hunger Project. Zde zazpíval mimo jiné duet s Dionne Warwick. Koncem května měl vystoupit jako host v muzikálu Ulice snů v newcastleské Coronation Street. Vystoupení však byla posléze zrušena. V létě vystoupil na Letních paralympijských hrách v několika městech ve Velké Británii.
Čtvrté album Here's What I Believe, na němž spolupracoval s Ludovicem Einaudim, Beth Nielsen Chapman či Marcellou Detroit, vyšlo 10. září 2012, obsazujíce 8. místo v britském žebříčku desek. It was originally to be released on 17 September
Koncem září se Joe nejprve mihnul v muzikálovém ztvárnění Hříšného tance v Sunderland Empire, a následně 12. listopadu vystoupil v roli Tommyho v rockovém muzikálu The Who's Tommy podle díla kapely The Who v Divadle prince Edwarda. Spolu s Macy Gray a dalšími umělci se podílel také na vystoupení Thriller – Live.

### 2013-: Páté studiové album
8. února 2013 byl Joe během speciálního galavečera oceněn Variety Silver Heart Award. Peníze získané během akce šly přímo na konto dětské charitativní organizace Variety.
V současné době Joe připravuje své páté studiové album. První ukázku zveřejnil počátkem dubna na Twitteru.
V březnu 2013 vystoupil coby speciální porotce v programu Comic Relief does Glee Club.
14. dubna byl následně vydán charitativní singl "Abide With Me", který zpěvák nahrál se sborem The Royal Mail Choir. Cílem projektu je boj proti rakovině prostaty ve Velké Británii. V britské hitparádě singlů "Abide With Me" obsadilo 19. místo. Na přelomu roku ztvárnil roli Prince v divadelní podobě Popelky v londýnském The Beck Theatre. Během vystoupení uvedl také singl "Wonderful Dream (Holidays Are Coming)", který vyšel 17. listopadu 2013.
V únoru 2014 Joe zvítězil v televizním sportovním klání celebrit The Jump.
Během roku Joe odehraje ve Velké Británii padesát koncertů v rámci Set Your Soul Alive Tour.

## Charitativní činnost
V lednu 2010 se Joe připojil k projektu Helping Haiti. Singl "Everybody Hurts" je určen právě obětem zemětřesení na Haiti v roce 2010.
 Každým rokem se účastní maratonu Great North Run, pořádaného Teenage Cancer Trust. Joe je ambasadorem této organizace a vystupuje na jejích dobročinných koncertech.
11. března 2011 vystoupil na charitativním koncertu The Ray of Sunshine. O dva dny později v Newcastlu vystoupil ve prospěch organizace Josie's Dragonfly Trust. Také se zúčastnil projektu Comic Relief a řady dalších benefičních akcí.

## Osobní život
30. července 2010 Joe na svém oficiálním webu potvrdil, že je gay. Gay charitativní organizace Stonewall ho následně podpořila coby vzor pro mladé gaye a lesby. Před svým coming outem byl Joe často spojován se svojí mentorkou v X Factoru, Cheryl Cole.
Joe na otázky médií ohledně svého milostného života dlouhodobě reaguje slovy o své profesní zaneprázdněnosti, kvůli níž nemá na vztahy čas.

24. prosince 2011 byl v South Shields zatčen muž, který McElderryho mezi lety 2010 a 2011 pronásledoval a obtěžoval. Dvaapadesátiletý stalker Ennis McBride byl po několikaměsíčním vyšetřování 11. září 2012 dostal pokutu 1 tisíc liber a soudní příkaz.

## Ocenění a nominace
2010:
- Nominace BRIT Award za Nejlepší britský singl ("The Climb")[85]
- Nominace BT Digital Music Awards za Objev roku[86]

2012:
- Vítězství Virgin Media Music Award za Nejlepší vystoupení na Reality TV Fame[87]

2013:
- Ocenění Variety Silver Heart Award[70]

## Diskografie

### Alba
- Wide Awake (2010)
- Classic (2011)
- Classic Christmas (2011)
- Here's What I Believe (2012)

### Singly
- "The Climb" (2009)
- "Ambitions" (2010)
- "Someone Wake Me Up" (2010)
- "Last Christmas" (2011)
- "Here's What I Believe" (2012)
- "Rescue Us" (2012)
- "Abide With Me" (& The Royal Mail Choir) (2013)
- "Wonderful Dream (Holidays Are Coming)" (2013)

## Turné
- The X Factor Tour 2010 (únor 2010 - duben 2010)
- Classic Tour (listopad 2011)